# Mireșu Mare (okręg Prahova)
Mireșu Mare – wieś w Rumunii, w okręgu Prahova, w gminie Sângeru. W 2011 roku liczyła 1568 mieszkańców.